# 2013년 벤쿠버 국제 영화제
제32회 벤쿠버 국제 영화제는 2013년 9월 26일에 열린 시상식이다.

## 수상 및 후보

### 캐나다 장편상
- 라임즈 포 영 굴스 - 제프 바너비 수상
- 댓 버닝 필링 - 제이슨 제임스 수상

### 캐나다 단편 신인감독상
- 나단 - 마티유 아센놀트 수상

### 캐나다 다큐멘터리인기상
- 웬 아이 워크 - 제이슨 다실바 수상

### 캐나다영화인기상
- 다운 리버 - 벤자민 래트너 수상

### 로저스 관객상
- 그렇게 아버지가 된다 - 고레에다 히로카즈 수상

### 국제장편영화 데뷔 인기상
- 와즈다 - 하이파 알 만수르 수상

### 다큐멘터리인기상
- 데저트 러너즈 - 제니퍼 스테인맨 수상

### 환경영화인기상
- 샐먼 컨피덴셜 - 트와일라 로스코비치 수상

### 여성 필름&비디오 예술상
- 뛰고 싶은 사라 - 클로에 로비샤드 수상

### 예술과 편지
- 아메리카 - 발레리 마사디안
- 어파컬립스: 어 빌 캘러핸 타워 필름 - 핸리 뱅크스
- 오텀스 스프링 - 데니스 스네기레브 외 1명
- 브레싱 어스: 스스무 싱구스 트라움 - 토머스 리델샤이머
- 피피 하울스 프럼 해피니스 - 미트라 파라하니
- 파인딩 비비안 마이어 - 찰리 시스켈 외 1명
- 지젤 - 토아 프레이저
- 고어 비달: 더 유나이티드 스테이츠 오브 암네시아 - 니콜라스 랫홀
- 더 이탈리안 캐릭터: 더 스토리 오브 어 그레이트 이탈리안 오케스트라 - 안젤로 보조리니
- 리브 앤 잉마르 - 디라이 아콜라
- 맥스 베크만: 디파쳐 - 마이클 트래비치
- 감독 미하엘 하네케 - 이브 몽마외르
- 오픈 필드 - 후안 카를로스 마틴
- 비바 쿠바 리브레: 랩 이즈 워 - 제시 에이스베도
- 솔 르윗 - 크리스 티링크
- 어 스펠 투 워드 오브 더 다크니스 - 벤 리버스 외 1명
- 어 스토리 오브 칠드런 앤드 필름 - 마크 코신스
- 티토와 함께 - 막스 안데르손 외 1명
- 톨링스 - 파비오 그레고리오외 1명

### 캐나다 이미지
- 15 리즌 투 리브 - 앨런 츠바이크
- 쓰리 데이즈 인 하바나 - 길 벨로우스 외 1명
- 90 데이즈 - 티머시 양
- 올 더 롱 리즌스 - 지아 말라니
- 어나더 하우스 - 마티유 로이
- 앵크셔스 오스왈드 그린 - 마샬 액사니
- 아크틱 디펜더스 - 존 워커
- 비스트 인 더 리얼 월드 - 솔 프리드맨
- 뷰티 마크 - 마크 라츨라프
- 빅 트리 - 앤 마리 플레밍
- 치 - 앤 휠러
- 시네마노블스 - 테리 마일즈
- 코치메어 - 크리스 라비스 외 1명
- 콘도미니엄 - 페르난드-필립 모린-바가스
- 코스모스 윌 세이브 더 월드 - 패트릭 라피에르
- 데이브레이크 - 이안 라가드
- 데어 운터멘쉬 - 케이스 메리
- 디스트로이어 - 케반 펑크
- 딕 노스트 쇼 - 브루스 스위니
- 더 더티스 - 매튜 존슨
- 디 엔드 오브 핑키 - 클레어 블란쳇
- 파이어크래커스 - 자스민 모자파리
- 플래머블 - 사무엘 플랜트
- 팔로우 더 팍스 - 사이먼 라가니어
- 폭스드! - 네브 베자이르
- 프롬 뉴런 투 니르바나: 더 그레이트 메디슨 - 올리버 호켄헐
- 가브리엘 - 루이즈 아샹보
- 가스페 카퍼 - 알렉시스 포티어 고띠에
- 게이트웨이 - 벤자민 폴
- 글로리아 빅토리아 - 테오도르 위셰브
- 고잉 사우스 - 제퍼슨 모네오
- H 앤 G - 데니시카 에스텔하지
- 한나 - 애슐리 베일런코트
- 휴: 어 매터 오브 컬러 - 빅 사린
- 아이 쏘우 유 - 미나 슘
- 인 건스 위 트러스트 - 니콜라스 레베스크
- 잉크트 - 얀 라다우덜 외 1명
- 더 램프 - 트레버 주라스
- 로렌스 & 할로만 - 마태 코왈축
- 립 4 유어 라이프 - 게리 하위스
- 러브 - 카메론 맥고완
- 메이플라이 - 브랜든 윌렛 외 1명
- 메소드 - 그레고리 스미스
- 미미 앤 미 - 마리 리드
- 마이 프레리 홈 - 첼시 맥멀란
- 나단 - 마티유 아센놀트
- 나이트 자이언트 - 아론 베컴
- 노 랜드 노 푸드 노 라이프 - 에이미 밀러
- 오일 스탠드 가라오케 - 찰스 윌킨슨
- 더 옥스보우 큐어 - 요나 루이스 외 1명
- 필그림스 - 마리 클레멘츠
- 포트레이트 애즈 어 랜덤 액트 오브 바이얼런스 - 랜달 오키타
- 라임즈 포 영 굴스 - 제프 바너비
- 라이트 카인드 오브 롱 - 제레미아 S. 체칙
- 리버스 레이지 플로우 - 조엘 보드뢰이유
- 롤랜드 - 트레버 코니쉬
- 롤 플레이 - 알렉스 엡스타인
- 루아흐 - 모리시오 팜핀
- 샐먼 컨피덴셜 - 트와일라 로스코비치
- 뛰고 싶은 사라 - 클로에 로비샤드
- 스냅샷 - 브라이언 스톡턴
- 소퍼닝 - 켈리 오브라이언
- 스파클링 리버 - 폴 라파엘 외 1명
- 서브칸셔스 패스워드 - 크리스 랜드레스
- 선데이 펀치 - 앨런 포웰
- 텔리 - 가브리엘 에델만
- 댓 버닝 필링 - 제이슨 제임스
- 톰 앳 더 팜 - 자비에 돌란
- 언더 더 브리지 오브 페어 - 맥켄지 그레이
- 빅+플로 쏘우 어 베어 - 드니 코테
- 워터마크 - 제니퍼 베이치월
- 위 원티드 모어 - 스티븐 던
- 웬 아이 워크 - 제이슨 다실바
- 화이트워시 - 이매뉴얼 호스-디스마레이스

### 우리시대의 영화
- 에인트 뎀 바디스 세인츠 - 데이빗 로워리
- 알리 - 파코 R. 바뇨스
- 올 어바웃 더 페더즈 - 네토 빌라로보스
- 올 이즈 로스트 - J.C. 챈더
- 아라프 - 예심 우스타오글루
- 더 백 오브 플라워 - 카디자 르클레르
- 브리치 인 더 사일런스 - 안드레스 에두아르도 로드리게스 외 1명
- 브로큰 서클 - 펠릭스 반 그뢰닝엔
- 클리어 블루 스카이즈 - 안나 오그던-스미스
- 더 클로즈드 서킷 - 리샤르드 부가이스키
- 닫힌 커튼 - 자파르 파나히 외 1명
- 돈 오브 어 메모리 - 카밀라 마르셀라 로드리게스
- 잠자는 미녀 - 마르코 벨로치오
- 런던 프로젝트 - 조안나 호그
- 엑시트 엘레나 - 나단 실버
- 파니 포리스 로볼라 - 헨크 프리토리우스
- 펠릭스 - 로베르타 듀란트
- 양귀비 밭 - 후안 카를로스 멜로 게바라
- 포 더 버드 - 타라 아타샤하
- 포티 이어스 프롬 예스터데이 - 로버트 맥호이안
- 미래 - 알리시아 셜슨
- 정원사 - 모흐센 마흐말바프
- 게보 앤 더 섀도우 - 마뇰 드 올리베이라
- 글로리아 - 세바스티안 렐리오
- 골드 - 토머스 아슬란
- 굿 바이브레이션즈 - 리사 바로스 드사 외 1명
- 그리그리 - 마하마트 살레 하룬
- 어 건 인 이치 핸드 - 게스크 가이
- 하모니 레슨스 - 에미르 바이가진
- 헬리 - 아마트 에스칼란테
- 허니문 - 얀 흐르베이크
- 호텔 - 리자 랑세트
- 아이 빌롱 - 다그 요한 하우거루드
- 인 블룸 - 나나 에크브티미슈빌리
- 인비저블 우먼 - 랄프 파인즈
- 황금 우리 - 디에고 퀘마다 디에즈
- 왕의 육체 - 주앙 페드로 로드리게스
- 레이디 인 파리스 - 일마르 라그
- 어 롱 앤드 해피 라이프 - 보리스 흘레브니코프
- 라 울티마 펠리쿨라 - 라야 마틴 외 1명
- 루드비히 2세 - 마리 노엘 외 1명
- 런치 박스 - 리테쉬 바트라
- 마장 - 주앙 루이 게라 다 마타
- 매뉴스크립트 돈 번 - 모하메드 라술로프
- 마테호른 - 디데릭 에빙어
- 폭력녀 - 알렉산드로스 아브라나스
- 엘 무도 - 다니엘 베가 외 1명
- 파라다이스: 호프 - 울리히 사히들
- 어떤 여인의 고백 - 아틱 라히미
- 라파스 - 산티아고 로사
- 어 플레이스 인 헤븐 - 요시 마드모니
- 신부님의 아이들 - 빈코 브레잔
- 리뎀프션 - 미겔 고미쉬
- 로켓 - 킴 모돈트
- 씨 유 네버 - 마크 스트리트
- 폭우 - 아냐 게바라 외 1명
- 소프트 인 더 헤드 - 나단 실버
- 문이 닫힙니다 - 샘 플라이쉬너
- 내 죽음의 이야기 - 알베르 세라
- 스트레인지 리틀 캣 - 라몬 취르허
- 더 썸머 오브 플라잉 피쉬 - 마르셀라 세이드
- 톨 에즈 어 바오밥 트리 - 제레미 타이커
- 데어 윌 컴 어 데이 - 지오르지오 디리티
- 덫 - 파르비즈 샤흐바지
- 유니티 오브 올 띵스 - 다니엘 슈미트 외 1명
- 와즈다 - 하이파 알 만수르
- 위 아 더 노블스 - 게리 아라즈라키
- 부카레스트에 땅거미가 지면 - 코르넬리우 포룸보이우
- 위드 유, 위드아웃 유 - 프라사나 비타나게
- 유스(영어판) - 톰 쇼발

### 갈라스 부문
- 다운 리버 - 벤자민 래트너
- 더 페이스 오브 러브 - 아리 포신
- 네브래스카 - 알렉산더 페인

### 논픽션 부문
- 아싱키: 더 스토리 오브 아크틱 카우보이 - 제시카 오렉
- 알헬름: 마틴 루터 킹 인 팔레스타인 - 코니 필드
- 암스트롱 라이 - 알렉스 기브니
- 벨빌 베이비 - 미아 엔그버그
- 빅 멘 - 레이첼 보인턴
- 세자르스 그릴 - 다리오 아귀레
- 코스트 오브 데스 - 로이스 파티노
- 코드 블랙 - 라이언 맥게리
- 데저트 러너즈 - 제니퍼 스테인맨
- 드라이 스톤 월러 - 켈빈 브라운 외 1명
- 더 익스페디션 투 더 엔드 오브 더 월드 - 다니엘 덴식
- 그레이트 플러드 - 빌 모리슨
- 예루살렘 ER - 힐라 메달리아
- 킬 팀 - 단 클라우스
- 키스 더 워터 - 에릭 스틸
- 로스해: 최후의 바다 - 피터 영
- 렛 더 파이어 번 - 제이슨 오스더
- 더 머신 위치 메이크스 에브리띵 디서피어 - 티나틴 구르치아니
- 마나카마나 - 파코 벨레즈 외 1명
- 잃어버린 사진 - 리티 판
- 머니 포 낫씽: 인사이드 더 페더럴 리저브 - 짐 브루스
- 마더스 드림 - 발레리 구데누스
- 나의 도둑맞은 혁명 - 나히드 페르손
- 원스 어폰 어 포레스트 - 뤽 자케
- 파티클 피버 - 마크 레빈스
- 어 플레이스 투 테이크 어웨이 - 펠리페 슐츠 머슬
- 프로젝트 - 숀 에프랑 외 1명
- 푸르가토리오: 어 저니 투 더 하트 오브 더 보더 - 로드리고 레이스
- 푸시 라이엇: 어 펑크 플레이어 - 마이크 러너 외 1명
- 톤레삽강은 멈추지 않는다 - 칼리야니 맘
- 더 스피릿 오브 '45 - 켄 로치
- 스템플 패스 - 제임스 베닝
- 더 서밋 - 닉 라이언
- 타임 고즈 바이 라이크 어 로링 라이언 - 잔 아이슈베르 외 1명
- 더 베니스 신드롬 - 안드레아스 피츨러
- 빌리지 앳 디 엔드 오브 더 월드 - 사라 가브론
- 연금술사 - 토마스 스텔마흐
- 보이타 라빅카: 업스 앤 다운스 - 헬레나 트레슈티코바
- 왓 나우? 리마인드 미 - 조아킴 핀토
- 유어 데이 이즈 마이 나이트 - 린 삭스

### 주목! 프랑스
- 11.6 - 필리쁘 고도
- 아델의 삶-1&2 - 압델라티프 케시시
- 까미유 클로델 - 브루노 뒤몽
- 그랜드 센트럴 - 레베카 즐로토브스키
- 코챔 라디오 - 니콜라 필리베르
- 마이클 콜라스 - 아르노 데 팔리에르
- 무통 - 질 데루 외 1명
- 온 더 엣지 오브 더 월드 - 클로스 드렉셀
- 언더 더 레인보우 - 아네스 자우이
- 당신은 아직 아무것도 보지 못했다 - 알랭 레네
- 준 앤 졸리 - 프랑소와 오종

### 용과 호랑이
- 광기가 우리를 갈라놓을 때까지 - 왕빙
- 나인뮤지스 오브 스타 엠파이어 - 이학준
- 야마모리 클립공장 - 이케다 아키라
- 아탐부아 39 ˚셀시우스 - 리리 리자
- 과계 - 플로라 라우
- 블라인드 디텍티브 - 두기봉
- 고령화 가족 - 송해성
- 연소, 석방, 폭발, 대적할 이가 없는 - 김수현
- 오늘의 저녁 - 심현석
- 디스턴트 - 쩡판 양
- 플래시백 메모리즈 3D - 마츠에 테츠아키
- 포 웨이즈 투 다이 인 마이 홈타운 - 시춘아
- 이불 - 요리코 미즈시리
- 가리봉 - 박기용
- 배를 짜다 - 이시이 유야
- 그레이트 워 - 얀얀 막
- 말로는 힘들어 - 이광국
- 낫씽 투 루즈 - 서원태
- 일로 일로 - 안소니 첸
- 주리 - 김동호
- 가라오케 걸 - 비스라 비칫-바다칸
- 키즈 리턴 - 재회의 시간 - 시미즈 히로시
- 레바논 감정 - 정영헌
- 그렇게 아버지가 된다 - 고레에다 히로카즈
- 선 - 김수진
- 롱잉 포 더 레인 - 리나 양
- 러버스 아 아티스트 (Part 2) - 루 팡
- 메이즈 킹 - 김학현
- 미러 - 이와사키 히로토시
- 마더 - 핌파카 토위라
- 마이 퍼스트 러브 - 츠루오카 케이코
- 나의 양말 - 가토 이쿠오
- 신세계 - 박훈정
- 닌자 & 솔져 - 히라바야시 이사무
- 우리 선희 - 홍상수
- 안녕 계곡 - 타츠시 오모리
- 시쏘 러브 레터 - 야마모토 케이스케
- 실혼 - 청몽홍
- 더 스파이더스 라이어 - 제이슨 폴 락사마나
- 떠돌이 개 - 차이밍량
- 터미테리아 - 조셉 이스라엘 라반
- 쿠치의 여름 - 장초치
- 천주정 - 지아장커
- 트랩 스트리트 - 비비안 큐
- 소년과 양 - 이형석
- 결혼 행진곡 - 박채영
- 위먼 - J.P. 스니아덱키 외 2명
- 젠타이 - 하시구치 료스케

### 알터드 스테이츠
- 안티소셜 - 코디 칼라한
- 늑대들 - 나봇 파푸샤도 외 1명
- 보그만 - 알렉스 반 바르메르담
- 어 필드 잉글랜드 - 벤 웨틀리
- 핼리 - 세바스찬 호프만
- 윌로우 크리크 - 밥 골드웨이트
- XL - 마테인 쏜슨

### 국제 단편 부문
- 12th 오브 네버 - 파디 하인다쉬
- 45 디그리즈 - 게오르기스 그리고라키스
- 9 미터 - 앤더스 월터
- 어바웃 완더링 - 푼다크자 푸그램크즈 유스
- 어드리프트 - 나디아 베드쟈노바
- 아메리카 101 - 리처드 스파이트 주니어
- 아메리카스 홈타운: 테라 코타 - 브라이언 모라티
- Are Unicorns Real? - William 외 4명
- 빙 어니스트 - 올리비아 랭
- 블랭크 캔버스 - 페이지 스미스
- 블라인드 마이스 - 월터 로리
- 블라인드 퍼핏 - 제이미 피달고
- 보이 스카우트 - 패트릭 브룩스
- 브레이브 - 저스틴 카튼
- Breaker - Ella Swan 외 3명
- 브레이킹 더 바우 - 야나 커레인
- 버터플라이 - 이사벨 페파드
- 챗 - 데이비드 컬리넌
- 크랙 - 데니즈 굴
- 디어 수잔 - 스스무 키무라
- 디셈버 25 - 웬디 덴트
- 드러그 앳 더 디스코 - 루카 스튜던츠
- 엘렌 이즈 리빙 - 미쉘 사빌
- 제니틀 익스트림 클로즈-업, 프롤로그 투 어 로맨틱 코메디 - 데이빗 플라넬
- 더 그린 서펀트 - 베니 야베르크
- 행크 - 루카스 소렌슨
- 인 패싱 - 앨런 밀러
- 인 더 라이트 오브 데이 - 스티븐 그라지아노
- 레즈비 - 아담 제이콥스
- 라이브러리 - 루키 모로우키안
- Life of Walter Hall - Rahul Gandhi 외 1명
- 더 라이트 스위치 - 맥스 토빈
- 리틀 블락 오브 시멘트 위드 디섀벌드 헤어 컨테이닝 더 씨 - 조지 로페즈 나바레테
- 어 맨, 어 체어, 어 샌드위치 앤 어 트래직 엔딩 - 매트 엔드레스
- 더 미싱 스카프 - 에오인 더피
- 모어 - 케빈 치우
- 마더 콘 - 기예르모 레쿠오나
- 미즈 벨베데레 - 마이클 레이놀즈
- 마이 라이프 인 더 캐년 오브 히어로즈 - 마크 니콜라스
- 낫 애니모어: 어 스토리 오브 레볼루션 - 매튜 반다이크
- 오프 코스 - 레오 베이커
- 더 올리브 프린서플 - 리네아 리틀란드 외 2명
- 온 유어 립스 - 요나스 루타넨
- 오스트리치랜드 - 데이비드 맥크라켄
- 패럴렐 - 올리버 브리진쇼
- 펀칭 월스 - 테사 트레널
- 리치 아웃 - 리네아 리틀란드
- 샌프란시스코 러브 - 루즈 리오하
- 시내니건즈 - 피터 킴볼 외 1명
- 스카이 블루 칼라 - 데릭 프레이
- 스케치 - 소셜 미디어 어나니머스 - 제이슨 버거
- 스위트 래빗 - 카미엘 스카우위나르
- 타 앤 쑤어 - 윤혜린 외 2명
- 텍사스 - 매트 존슨
- Too Old for Fairytales - UNIS students
- 트루 컬러즈 - 나리사 월
- Welcome Home - Students at Zvviks Institute for Film and Audiovidual Production
- 왓 이즈 어 홈? - 마크 하비
- 워즈 스틱 - 엠마 맥키 외 3명

### 특별소개 부문
- 3X3D - 피터 그리너웨이 외 2명
- 버닝 부시 - 아그네츠카 홀란드
- 더 콩그레스 - 아리 폴만
- 그레이트 뷰티 - 파올로 소렌티노
- 세계를 측정하는 방법 3D - 데틀레프 북
- 지난 날 - 아쉬가르 파라디
- 트랙 - 존 커랙
- 르 위크엔드 - 로저 미첼
- 늑대아이 - 호소다 마모루